# Perensap
Perensap is een niet-alcoholische drank gemaakt van peren. Het sap wordt geperst uit verschillende soorten peren. Als perensap gepasteuriseerd wordt kan het ongeveer een jaar bewaard worden zonder toevoeging van conserveringsmiddelen. Het sap dat in pakken in de supermarkt wordt verkocht is meestal gefilterd, waardoor het helder wordt, en gemaakt uit een concentraat van perensap. Kleine fruittelers en particulieren maken wel gebruik van een mobiele fruitpers, waarmee op locatie kleine hoeveelheden appels en peren geperst kunnen worden. 